# Hatay (tartomány)
Hatay tartomány Törökország déli részén helyezkedik el, a Földközi-tenger, valamint Szíria határolja. Szomszédos tartományok:  Adana, Gaziantep és Osmaniye. Székhelye Antakya városa.

## Közigazgatás
12 körzetre (ilcse) oszlik: Altınözü, Antakya, Belen, Dörtyol, Erzin, Hassa, İskenderun, Kırıkhan, Kumlu, Reyhanlı, Samandağ, Yayladağı.

## Történelem
Az ókorban Antiochia néven volt ismert a székhelye. 1098-1269 között a keresztesek tartották uralmuk alatt, 1516-ban I. Szelim török szultán csatolta az Oszmán Birodalomhoz. 1919-ben a franciák szállták meg, 1939 óta – népszavazást követően – Törökországhoz tartozik.

## Földrajz
A tartomány területének 46%-a hegy, 33%-a síkság, a fennmaradó rész dombság és fennsík. A legmagasabb pontja a Nur-hegységben található: Mığırtepe (2240 m). A tartomány 25%-át borítják erdők, valamint 40%-a mezőgazdaságilag megművelhető. Éghajlata mediterrán.

## Látnivalók
- a világ második legnagyobb római mozaik gyűjteménye: Antakya múzeum
- Setiris-hegy, keresztény sziklatemplom (zarándokhely)
- Kapısuyu mellett látható Vespasianus római császár által építtetett vízicsatorna maradványa a 2. századból

## Külső hivatkozások
- Hatay tartomány honlapja

Koordináták: é. sz. 36° 25′ 49″, k. h. 36° 10′ 27″36.430278°N 36.174167°E